# Diospyros oocarpa
Diospyros oocarpa är en tvåhjärtbladig växtart som beskrevs av George Henry Kendrick Thwaites. Diospyros oocarpa ingår i släktet Diospyros och familjen Ebenaceae.

## Underarter
Arten delas in i följande underarter:
- D. o. attopeuensis
- D. o. oocarpa